# Луций Манлий Капитолин Империоз
Луций Манлий Капитолин Империоз (лат. Lucius Manlius Capitolinus Imperiosus; IV век до н. э.) - политический, государственный и военный деятель ранней Римской республики,  диктатор 363 года до н. э.

## Биография
Происходил из патрицианского рода Манлиев.
В 363 году до н. э. он был избран диктатором для проведения церемонии вбивания гвоздя в сентябрьские иды, чтобы защититься от чумы, которая свирепствовала в течение трёх лет в Риме. Также на него возложили задачу провести военную кампанию против герников, что натолкнулось на сопротивление плебса. Назначил своим заместителем начальника конницы Луция Пинария Натту.
В 364 году до н. э. на Луция Манлия подал в суд народный трибун Марк Помпоний, обвинив того в жестокости к своему сыну Титу Манлию Империозу Торквату. Но процесс не состоялся из-за активного противодействия этому Тита Манлия, который, угрожая трибуну ножом, заставил последнего отречься от иска.
О дальнейшей судьбе Луция Манлия Капитолина Империоза упоминаний нет.

## Семья
- Сын Тит Манлий Империоз Торкват, консул 347, 344 и 340 годов до н. э.